# Paraphrynus
Genre
Synonymes
- Hemiphrynus Pocock, 1902 nec Horn 1889

Paraphrynus est un genre d'amblypyges de la famille des Phrynidae.

## Distribution
Les espèces de ce genre se rencontrent dans le Sud de l'Amérique du Nord, en Amérique centrale, aux Antilles et dans le Nord de Amérique du Sud.

## Liste des espèces
Selon Whip spiders of the World (version 1.0) :
- Paraphrynus aztecus (Pocock, 1894)
- Paraphrynus baeops Mullinex, 1975
- Paraphrynus chacmool (Rowland, 1973)
- Paraphrynus chiztun (Rowland, 1973)
- Paraphrynus cubensis Quintero, 1983
- Paraphrynus emaciatus Mullinex, 1975
- Paraphrynus grubbsi Cokendolpher & Sissom, 2001
- Paraphrynus intermedius (Franganillo, 1926)
- Paraphrynus laevifrons (Pocock, 1894)
- Paraphrynus leptus Mullinex, 1975
- Paraphrynus macrops (Pocock, 1894)
- Paraphrynus mexicanus (Bilimek, 1867)
- Paraphrynus pococki Mullinex, 1975
- Paraphrynus raptator (Pocock, 1902)
- Paraphrynus reddelli Mullinex, 1979
- Paraphrynus robustus (Franganillo, 1931)
- Paraphrynus velmae Mullinex, 1975
- Paraphrynus viridiceps (Pocock, 1894)
- Paraphrynus williamsi Mullinex, 1975

et décrites depuis :
- Paraphrynus carolynae Armas, 2012
- Paraphrynus maya Armas, Trujillo & Agreda, 2017
- Paraphrynus olmeca Armas & Trujillo, 2018
- Paraphrynus pseudomexicanus Seiter, Reyes-Lerma, Král, Sember, Divišová, Palacios-Vargas, Colmenares, Loria & Prendini, 2020

## Publications originales
- Moreno, 1940 : « Pedipalpida emmendata. » Memorias de la Sociedad Cubana de Historia Natural Felipe Poey, vol. 14, p. 167–168.
- Pocock, 1902 : « A contribution to the systematics of the Pedipalpi. » The Annals and Magazine of Natural History, sér. 7, vol. 9, no 27, p. 157-165 (texte intégral).